# Neotheronia charli
Neotheronia charli là một loài tò vò trong họ Ichneumonidae.